# 巴爾布里訥河
46°3′2″N 6°56′40″E / 46.05056°N 6.94444°E

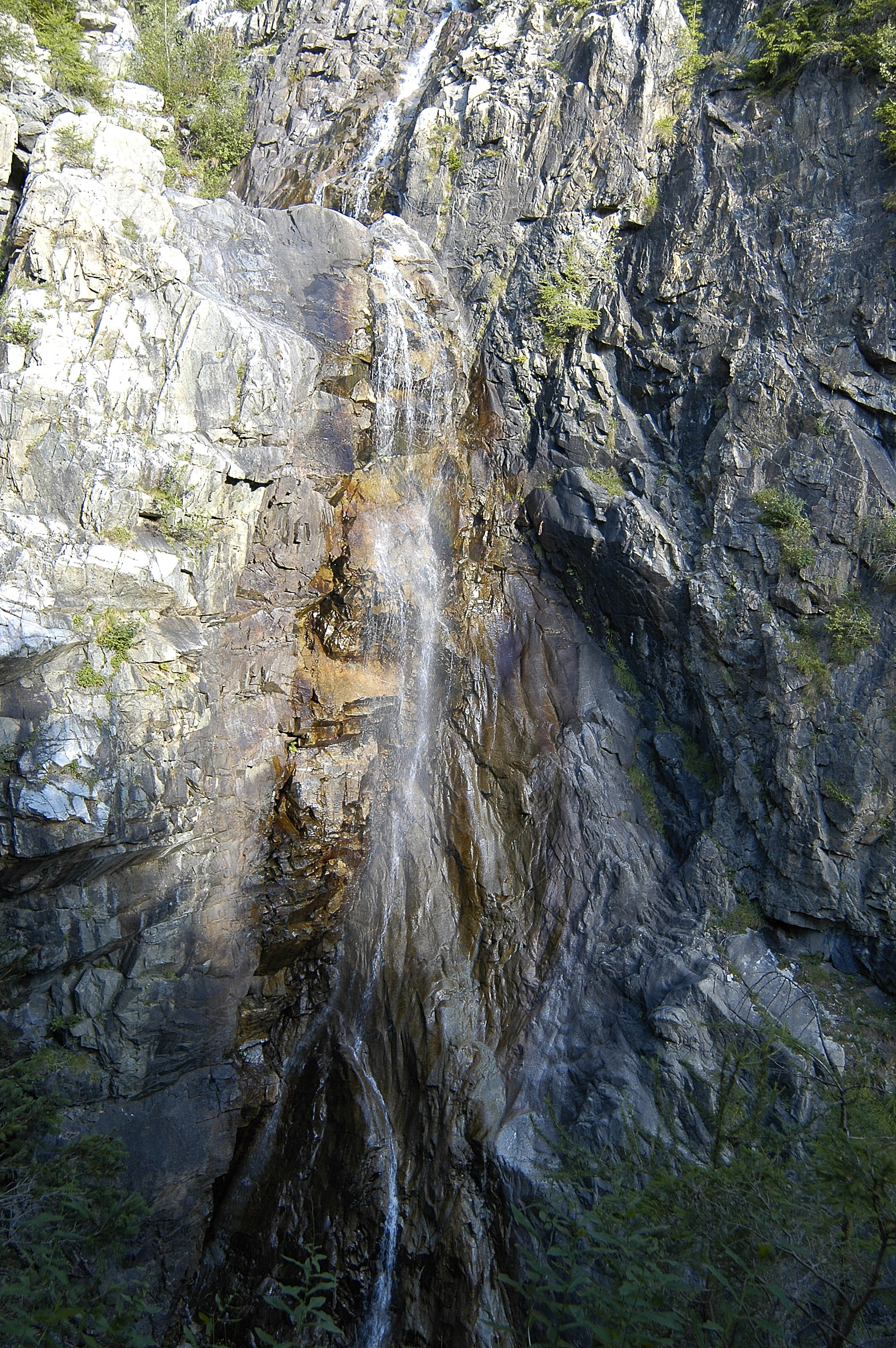

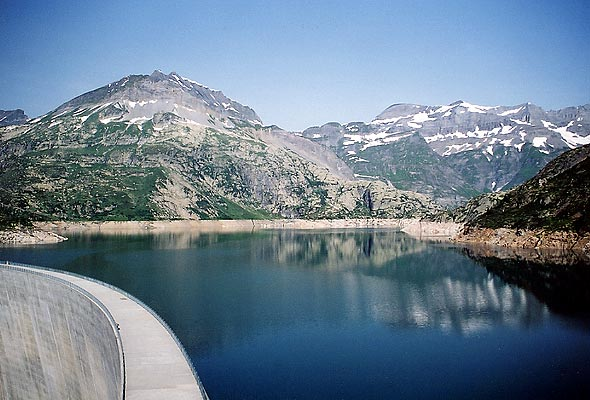

巴爾布里訥河是中歐的河流，流經瑞士和法國，屬於歐努瓦爾河的支流，河道全長3公里，流域面積33平方公里，發源自埃莫松湖。